# Ласицьк
Ла́сицьк (біл. Ласіцк) — село в Білорусі, у Пінському районі Берестейської області. Орган місцевого самоврядування — Ласицька сільська рада.

## Географія
Розташоване над річкою Стир, за 5 км від білорусько-українського державного кордону. Найближчі села — Федори і Рачицька. Місцевість дуже низька серед водяних заплав і боліт.

## Історія
У селі знайдено стоянку та поселення племен доби неоліту і ранньої залізної доби. Власниками маєтків у Ласицьку були пани М. Д. Сироп'ят, М. Ширма, Переволоки, Литвинович, Ясеневич.
На початку 20 століття село належало до Пінського повіту Мінської губернії. Тоді в селі було 26 осель. Місцеві селяни займалися переважно рибальством і плисарством.
Входило до зони активності УПА.

## Населення
За переписом населення Білорусі 2009 року чисельність населення села становила 601 особа.

## Культура
Місцевою пам'яткою архітектури є каплиця XIX століття.